# Rejon monastyrszczinski
Rejon monastyrszczinski (ros. Монастырщинский район) – rejon w Rosji, w obwodzie smoleńskim, z siedzibą w Monastyrszczinie.

## Geografia
Powierzchnia rejonu wynosi 1513,75 km².
Terytorium jednostki graniczy z innymi rejonami obwodu smoleńskiego: krasninskim, smoleńskim, poczinkowskim i chisławiczskim oraz z Białorusią.
Głównymi rzekami rejonu są: Dniepr, Soż i Wichra.

## Historia
Ziemie obecnego rejonu monastyrszczinskiego w latach 1508–1514 i 1611–1654 znajdowały się w województwie smoleńskim, w Rzeczypospolitej Obojga Narodów. Od 1654 w granicach Imperium Rosyjskiego, co Rzeczpospolita uznała w 1667 w rozejmie andruszowskim, podpisanym w Andruszowie, który obecnie leży na terenie rejonu monastyrszczinskiego. W XIX w. w guberni smoleńskiej, w ujezdzie krasnowskim.
Rejon monastyrszczinski z siedzibą w Monastyrszczinie został utworzony w 1929 roku.
W czasie II wojny światowej od lipca 1941 rejon był okupowany przez hitlerowców. Wyzwolenie nastąpiło we wrześniu 1943 roku.
W październiku 1964 roku 22,56 km² obszaru rejonu zostało przeniesione w granice obwodu mohylewskiego.

## Demografia
W 2020 roku rejon monastyrszczinski zamieszkiwało 8691 osób.

## Podział administracyjny
W skład rejonu wchodzi 1 osiedle miejskie (Monastyrszczinskoje) i 6 osiedli wiejskich (Aleksandrowskoje, Barsukowskoje, Gogolewskoje, Nowomichajłowskoje, Sobolewskoje, Tatarskoje).